# Бургундо-франкская война (523—524)
Бургундо-франкская война — вооружённый конфликт в 523—524 годах между королевством бургундов и Франкским государством. Союзниками франков были остготы. В ходе войны произошло два крупных сражения (в том числе, сражение при Везеронсе). Хотя в результате войны королевство бургундов лишилось некоторых территорий, его правителю Годомару II удалось сохранить независимость своих владений.

## Описание

### Исторические источники
Основным нарративным источником о бургундо-франкской войне 523—524 годов является «История франков» Григория Турского. Также сведения о связанных с этим вооружённым конфликтом событиях содержатся в хронике Мария Аваншского, труде «О царствовании Юстиниана» Агафия Миринейского, «Книге истории франков» и в письмах из собрания посланий Магна Аврелия Кассиодора.

### Предыстория

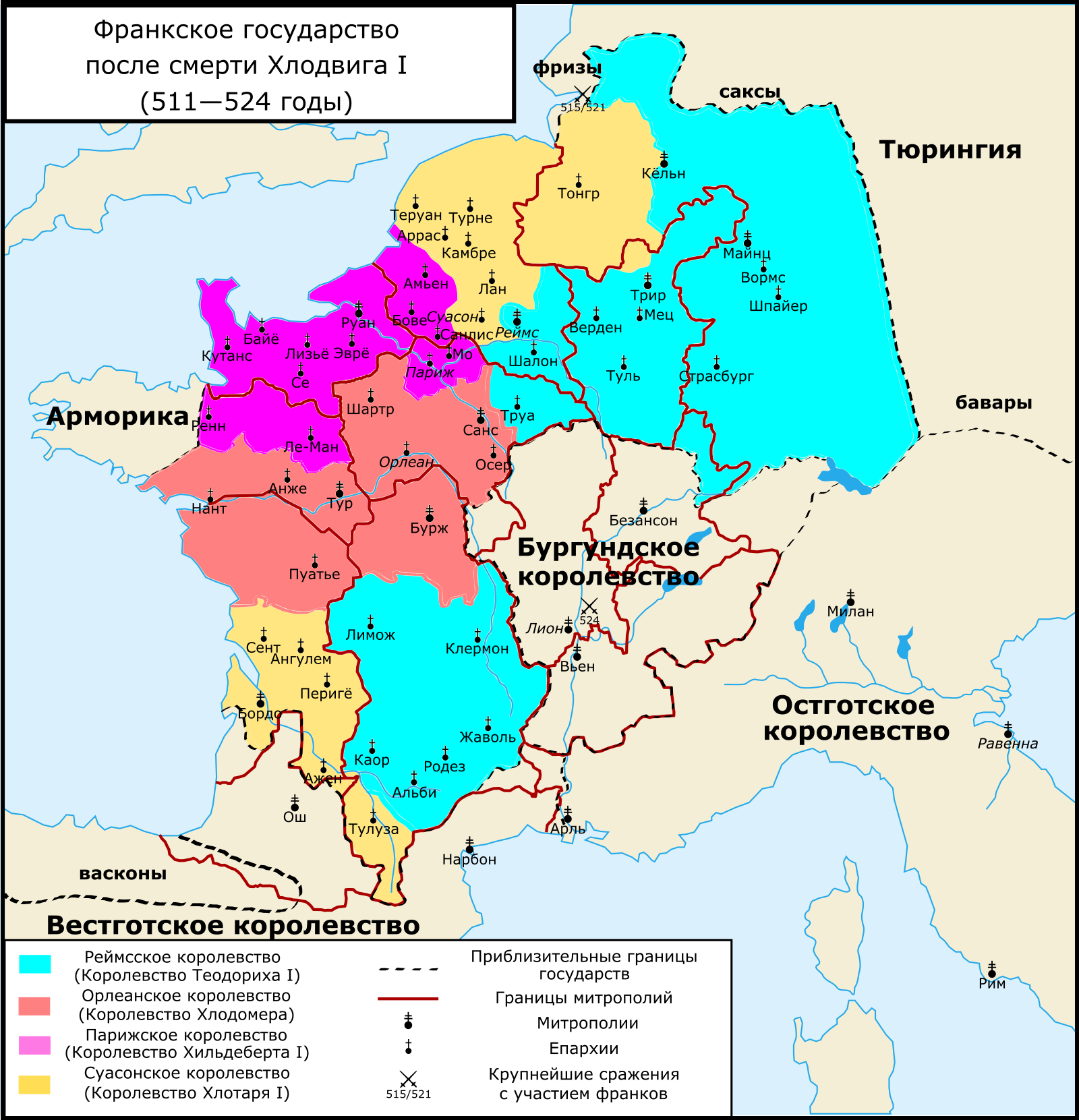
Франкское государство после смерти Хлодвига I (511—524 годы)

При короле Хлодвиге I между франками и бургундами короля Гундобада сохранялись союзные отношения. Этот союз был заключён в начале VI века, вскоре после бургундо-франкского конфликта 500 года. На правах союзников франков бургунды принимали участие в войне с алеманнами в 506 году и в вестгото-франкской войне 507—509 годов. Сохранению союза способствовали также тесные родственные связи правителей франков и бургундов (супругой Хлодвига была Клотильда Старшая, Хлодомера — Гунтека, а Теодориха I — Суавегота).
Однако после смерти Хлодвига I в 511 году и кончины Гундобада в 516 году отношения между их наследниками — правителями франков Хлодомером, Хильдебертом I, Теодорихом I и Хлотарем I, и королём бургундов Сигизмундом — стали обостряться. Причиной этого было желание франкских королей расширить свои владения за счёт богатых земель королевства бургундов. Полный разрыв отношений произошёл в 522 году. По свидетельству Григория Турского, франкские короли — Хлодомер, Хильдеберт I и Хлотарь I — объявили себя защитниками прав своей матери Клотильды, отец которой был убит в 493 году королём Гундобадом. Вероятно, этому способствовали и межбургундские смуты этого времени, во время которых Сигизмунд убил своего сына Сигириха. Так как дедом убитого принца был правитель Остготского королевства Теодорих Великий, против бургундов образовалась франкско-остготская коалиция.

### События 523 года
В 523 году правители франков, кроме Теодориха I, отказавшегося воевать против собственного тестя, собрали войско и вторглись в королевство бургундов. Согласно достигнутому ранее между правителями франков и Теодорихом Великим соглашению, одновременно во владения Сигизмунда должно было вторгнуться и остготское войско. Однако король остготов повелел возглавлявшему поход герцогу Тулуину двигаться в район военных действий как можно медленнее, надеясь, в случае если франки и бургунды вступят друг с другом в битву, сохранить свою армию для участия в разделе земель королевства бургундов.
Несмотря на отсутствие помощи со стороны остготов, короли франков смогли разбить в сражении войско короля Сигизмунда. Правитель бургундов попытался вместе со своей семьёй укрыться в аббатстве Святого Маврикия в Агоне, но был схвачен по приказу Хлодомера и заключён под стражу в Орлеане. В нескольких бургундских городах были размещены франкские гарнизоны, на которые была возложена задача контролировать ситуацию в, как казалось сыновьям Хлодвига I, покорённой стране.
Вскоре после этого в королевство бургундов прибыло и остготское войско. На упрёки франков Тулуин заявил, что в его задержке виноваты трудности, которые претерпело войско остготов при переходе через Альпы. Конфликт между союзниками был улажен после того, как остготы выплатили франкам предусмотренный в таком случае штраф.

### События 524 года
Хотя бургунды потерпели в предыдущем году поражение от франков, они не смирились с утратой независимости. Бургундская знать объединилась вокруг брата пленённого Сигизмунда, Годомара II, который весной был провозглашён королём. Находившиеся во владениях нового правителя бургундов франкские гарнизоны были уничтожены. В ответ по приказу Хлодомера 1 мая Сигизмунд и члены его семьи были казнены.
Намереваясь восстановить свою власть над бургундами, все франкские короли — Хлодомер, Хильдеберт I, Хлотарь I и Теодорих I — совершили новый совместный поход в их земли. Франкское войско дошло до Изера, неподалёку от которого, у местечка Везеронс, столкнулось с войском бургундов. В произошедшем здесь 21 июня 524 года кровопролитном сражении погиб король Хлодомер. Хотя средневековые авторы сообщают противоречивые сведения о результате битвы, современные историки считают, что, скорее всего, справедливо считать её итогом тяжёлое поражение франков.

### Итоги
Понеся значительные потери, франки должны были покинуть территорию королевства бургундов, которое, таким образом, сумело отстоять свою независимость. Наиболее значительные выгоды от войны получили остготы, за время нахождения на территории бургундов сумевшие взять под контроль все земли от Дюранса до Дрома, а, возможно, и до Изера. Они не участвовали в сражении при Везеронсе, однако через некоторое время после битвы Тулуину удалось добиться от Годомара II в качестве платы за уход остготского войска передачи Теодориху Великому власти над пятью городами к югу от реки Дром — Авиньоном, Кавайоном, Карпантрой, Оранжем и Везоном. Благодаря этому приобретению, владения королевства остготов в Галлии достигли своего наибольшего размера.

## Комментарии
1. ↑  По другим данным, 25 июня 524 года[10][11].